# Sabana Iglesia
Sabana Iglesia é um município da República Dominicana pertencente à província de Santiago.
Sua população estimada em 2012 era de 53 520 habitantes.